# 葛葆萱
葛葆萱，中華民國外交官、政府官員。畢業於國立臺灣大學政治學系學士／政治學研究所碩士，曾任駐英國台北代表處薦任主事、駐索羅門群島大使館三等秘書、駐紐約臺北經濟文化辦事處秘書、外交部長室薦任秘書、外交部領事事務局護照行政組二科科長、臺澎金馬個別關稅領域常駐世界貿易組織代表團簡任一等秘書、駐休士頓臺北經濟文化辦事處副處長、外交部亞東太平洋司副司長、駐芝加哥臺北經濟文化辦事處總領事銜處長、駐聖文森國大使、外交部亞東太平洋司長、駐印度台北經濟文化中心大使銜代表等職務，現任外交部常務次長。

## 職業生涯
葛葆萱在國立臺灣大學政治學研究所就讀期間考進外交部，並曾擔任外交部長胡志強辦公室秘書，之後調任領事事務局護照行政組科長，中華民國護照上的防偽薄形膠膜與護照製發自動化作業，都是由其負責建立完成，因此獲選2002年行政院模範公務員。
葛葆萱在擔任駐聖文森大使期間，代表政府捐贈10萬美元予該國總理龔薩福，協助對抗伊波拉疫情，亦代表簽署《中華民國政府與聖文森國政府間資訊通信技術合作協定》。由中華民國在內的13個國家合作興建的雅蓋國際機場啟用時，葛葆萱以總統蔡英文特使身分，應邀在機場揭牌升旗儀式中發表演說，而機場亦懸掛相關國家的國旗。葛葆萱夫婦並在大使官邸接待過總督柏朗泰、副總督杜根、總理龔薩福、副總理兼外交部長史垂克等官員。聖文森總理龔薩福率團訪台時，葛葆萱亦返台陪同會見總統蔡英文。
2019年6月，索羅門群島傳出將在100天內決定是否維持與中華民國的邦交，對此，外交部亞東太平洋司長葛葆萱表示，兩國關係非常堅定，確實有少數的國會議員比較傾中，但多數議員與民間都非常支持台灣。「比例我不敢講，但是傾中的話就是非常少數，我可以說是非常少數，我不知道是誰，就非常少數，我們的支持度是非常高的，尤其我們在民間，我想各位可以去看、關注從他選前、選後一直到現在索國媒體的報導、索國的輿論，當然有少數一、兩位媒體跟對方比較親，但基本上整個輿論一面倒是傾我們的。」但在9月16日，索國政府仍然決定與中華民國斷交。
2020年4月，對於2019冠状病毒病疫情在全球擴散，外交部亞東太平洋司長葛葆萱表示，針對新南向政策的部分國家捐贈口罩已在做規劃，大約需要100多萬個口罩，以援助醫護人員為主。海軍敦睦艦隊官兵在訪問邦交國帛琉後傳出確診，葛葆萱表示帛琉政府已經知道這件事，敦睦艦隊到帛琉有事前規劃，每一站、每一點都有掌握，之前帛琉有疑似案例送到台灣篩檢，結果為陰性反應，葛葆萱並強調，駐帛琉大使館人員健康狀況良好。7月，對於泰國先前考慮開放邊境並將台灣納入，但最後公布的名單卻沒有台灣，葛葆萱表示「這不是我們的問題」，泰國事實上知道台灣防疫做得很好，對於是否為政治問題，則回答「這要問他們了」。
2020年7月，外交部宣布由葛葆萱擔任駐印度代表、國立中興大學國際長陳牧民擔任駐印度副代表，分別負責推動兩國經貿關係與政軍安全的合作；印度媒體《星期日快報》報導，印度將選派對美國資深官員、外交部美洲司長戴國瀾（Gourangalal Das）擔任印度－台北協會會長，被解讀是印度有意加強對台關係。
2021年5月，由於印度的2019冠狀病毒病疫情，駐印度代表處已有10名人員確診，傳出包括駐印度代表葛葆萱，外交部表示，基於《個人資料保護法》，外交部不會證實確診人員身分。